# The Hollywood Reporter
The Hollywood Reporter é uma revista norte-americana da indústria do entrentenimento. Durante o século XX, foi uma das duas maiores publicações — a outra era Variety. Hoje em dia, ambos os jornais cobrem o que é agora chamado de indústria do entretenimento. E faz parte da Prometheus Global Media.